# Вале-Фрешозу
Вале-Фрешозу (порт. Vale Frechoso)  —  населённый пункт и район в Португалии,  входит в округ Браганса. Является составной частью муниципалитета  Вила-Флор. По старому административному делению входил в провинцию Траз-уж-Монтиш и Алту-Дору. Входит в экономико-статистический субрегион Доуру, который входит в Северный регион. Население составляет 241 человек по данным на 2001 год. Занимает площадь 22,51 км².
Покровителем района считается Святой Лоренсо (порт. S. Lourenço).